# ミナミハコフグ
ミナミハコフグ（学名：Ostracion cubicum）は、ハコフグ科に分類される魚類の一種。太平洋、インド洋、南東大西洋の岩礁に生息する。2011年以降は地中海で時折確認されており、スエズ運河経由で流入したと考えられる。観賞魚として人気の種である。直方体の体型、明るい黄色の体と黒の斑点、有毒な粘液を分泌することが特徴である。

## 分類と名称
カール・フォン・リンネによって1758年に『自然の体系』第10版の中で記載され、タイプ産地はインドとされた。リンネは O. cubicum と O. tuberculatum という2つの学名を使用した。リンネは詳細な説明を記さなかったため、これらの学名が異なる種を分類しているかどうかは不明であった。アルベルト・ギュンターは、2つを区別することは困難であるため、これらは1つの種であると結論付けた。彼は O. cubicum を有効な学名とし、O. tuberculatum をシノニムとした。ハコフグ属のタイプ種である。
属名は「小さな箱」という意味で、タイプ種である本種の体型を示している。種小名は「立方体」を意味し、箱のような形に由来する。

## 形態
背鰭は8-9軟条から、臀鰭は9軟条、尾鰭は10軟条から成る。幼魚は明るい黄色の体に黒い斑点が入るが、成長に伴って斑点は減少し、体色もくすんだ色へと変化していく。体長は最大45cmに達する。体は箱型で、頭と体は硬い甲羅で覆われる。口、鼻孔、鰓孔、肛門、尾柄、鰭のための開口部がある。甲羅の構造によって渦を作り出すことで遊泳の際の安定化に役立ち、水流が激しい状態でも進路を保つことが出来ると考えられていた。しかし、甲羅は安定性にほとんど影響を与えないことが判明した。実際には甲羅は抗力を増大させ、体を不安定にしていた。代わりに尾鰭が舵として機能し、安定性を高めていることが明らかになった。その硬い甲羅にもかかわらず、力強く素早い泳ぎが可能である。長時間安定して泳ぐことが可能であり、複雑な岩礁でも機動することができる。背鰭、臀鰭、胸鰭の動きを組み合わせている。背鰭と臀鰭の動きによって、非常に素早く泳ぐことができる。胸鰭は推進力を与え、8の字を描くように動く。低速で泳ぐ際には、胸鰭と臀鰭を動かす。より速く泳ぐ際には、背鰭と尾鰭を動かす。尾柄の近くにはキール(隆起)があり、横揺れに対して体の安定性を高める役割がある。胸鰭と臀鰭の動きによって、急旋回することも可能である。

### 近縁種との識別
ハコフグとはよく似ているが、ハコフグは骨板に1つずつ大きな斑点があるのに対し、ミナミハコフグは小さな白い斑点の周りに黒い斑点がある。ミナミハコフグは頭部と尾鰭に黒点があり、ハコフグには黒点が無い事でも見分けられると言われるが、体色変異があるため、絶対的な指標とはならない。クロハコフグは体色がより暗く、白い斑点があることで見分けられる。しかし体色変異個体も存在する。形態的にはクロハコフグの方が吻部が突出することでも見分けられる。

## 分布と生息地

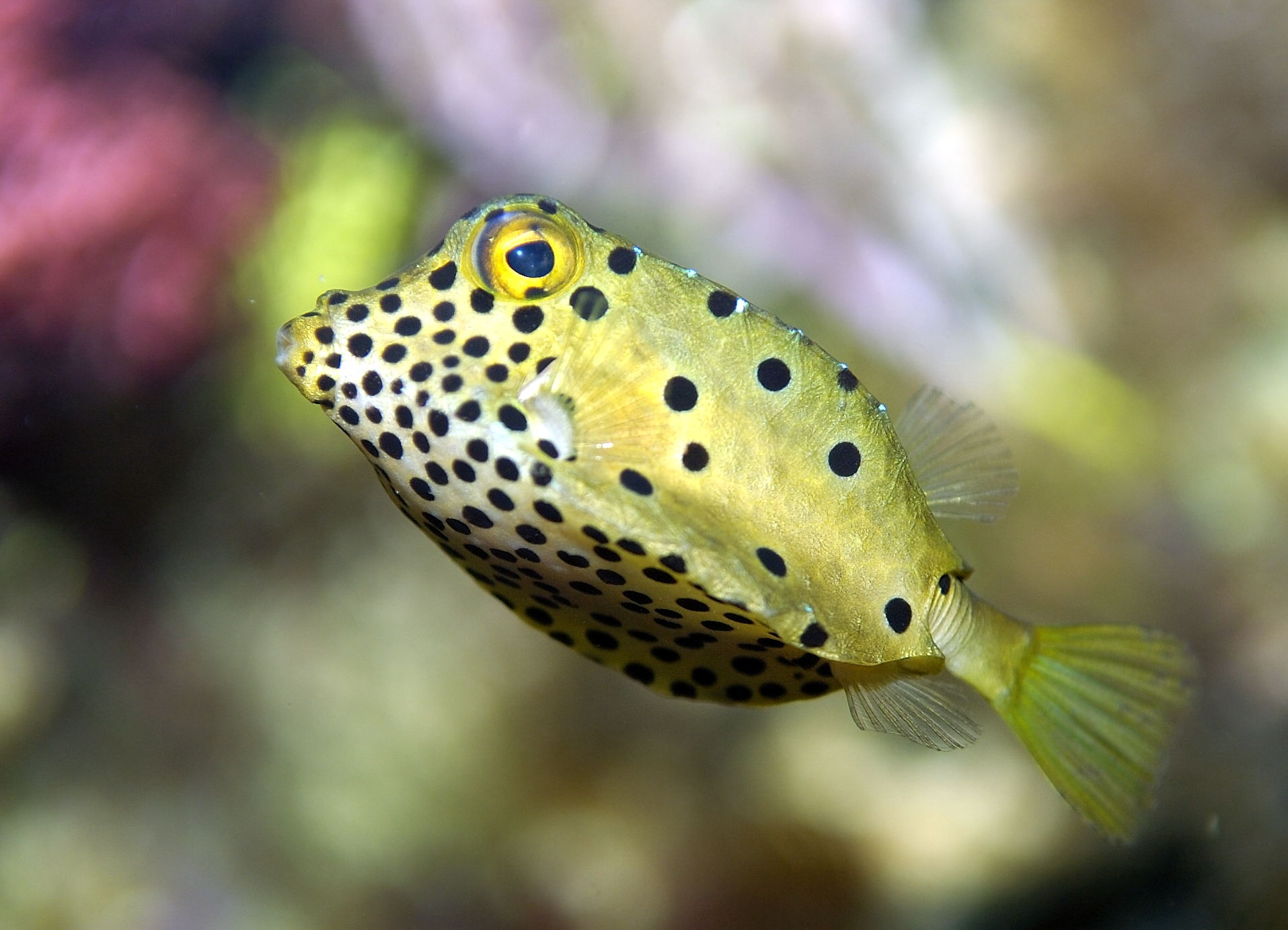
幼魚

インド太平洋に広く分布し、紅海や東アフリカから南アフリカ、東はハワイ、北は日本、南はニュージーランド北部まで広がる。日本では主に和歌山県以南の太平洋岸、南西諸島で見られ、幼魚は死滅回遊魚としてさらに北方でも見られる。オーストラリアでは西オーストラリア州からニューサウスウェールズ州まで見られ、珊瑚海やクリスマス島、ココス諸島、ティモール海、タスマン海からも知られている。地中海東部でも記録されており、おそらくスエズ運河を経由してきたものと思われる。水深1-75mの沿岸および沖合のサンゴ礁や、平坦な海底で見られる。サンゴ礁の水路や割れ目を移動できるように適応している。

## 生態と行動
通常は単独で行動するが、春の繁殖期には1匹の雄と2-4匹の雌からなる小さな群れを作る。主に底生生物と海藻を捕食し、蠕虫、海綿動物、甲殻類、軟体動物、小魚も食べる。

### コミュニケーション
鰾の筋肉を使ってハミング音やクリック音を出すことができる。クロハコフグも同様に発音するが、ミナミハコフグはより大きな音を出す。雄は雌や幼魚よりも鳴き声が長い。同種の仲間とコミュニケーションをとるためか、捕食者を撃退するために発音すると考えられている。

## 防御
ストレスを受けると神経毒であるパフトキシンを含む粘液を分泌する。この毒は海水魚に対して非常に有毒で、魚の赤血球を分解して凝集する。これにより周囲の魚が死亡する可能性がある。腸炎ビブリオという細菌と共生関係にあり、ストレスを受けたときに分泌される有毒な粘液の中に、この細菌が含まれていることが発見された。この細菌はハコフグの防御に役立っていると考えられている。
明るい黄色の体色と黒い斑点は、捕食者に対する警告色の一種である。幼魚では体色がさらに明るく、初期の防御機構として進化したと考えられている。

## 人との関わり
商業的な漁獲は行われておらず、日本でも地元で消費される程度である。

### 工学への応用
メルセデス・ベンツは2006年に、ミナミハコフグの形状を模したメルセデス・ベンツ・バイオニックを発表した。ミナミハコフグの形状は空気力学的に安定化していると考えられていた。しかし科学者の分析によると、ハコフグの体は空気力学的に不安定だが、鰭を使って体を安定させていることが示されている。
箱桁橋の構造にも応用されている。技術者はハコフグが非常に頑丈な骨格を持ち、水の抵抗が少ない形状であることを発見した。彼らはこの構造を利用し、箱桁の抵抗を減らすことに成功した。より抵抗を減らすため、ハコフグの吻部の形状も応用された。
技術者たちはハコフグの甲羅の形状を利用し、操縦性、安定性、飛行性能に優れた飛行船を設計した。ハコフグの形態は遊泳に非効率であると思われていたが、実際は全く逆であった。

### 脅威と保全
アカバ湾では、養殖場の周囲に野生の魚の群れが生息していた。サンゴ礁の魚が多く、その中にミナミハコフグも含まれていた。養殖場の野生の魚の個体数は、外洋よりも多かった。野生の魚にとって、養殖場から出る余分な有機物を食べることができるという利点があるが、病気の拡散など、保護上の問題となる可能性がある。また、養殖場にサンゴ礁の魚が集まることでそれを目当てに人も集まり、魚にとって脅威となることも考えられる。国際自然保護連合のレッドリストでは低危険種とされている。